# 18 квітня
18 квітня — 108-й день року (109-й у високосні роки) в григоріанському календарі. До кінця року залишається 257 днів.

## Свята і пам'ятні дні

### Міжнародні
- ООН: Міжнародний день пам'яток і визначних місць.
- День газетного оглядача.
- Міжнародний день піци.
- Міжнародний день радіоаматора.

### Національні
- Україна: День пам'яток історії та культури
- Зімбабве: День незалежності.
- Іран: День армії.
- Японія: День винахідника.
- Бразилія: День дружби.
- Польща: День коматозних пацієнтів.
- США: День печива у формі тварин.

### Релігійні

#### Християнство
Католицька церква: День Святого Рікардо Пампурі

 Православна церква:
- Преподобного Іоана, учня.
- Преподобного Григорія Декаполіта.
- Мучеників Віктора, Зотика, Зинона, Акиндина і Северіана.
- Святителя Косми, сповідника, єпископа Халкидонського, і преподобного Авксентія.
- Мученика Іоана Нового з Яніни.

### Іменини
✙ Православні: Іван, Григорій, Віктор, Зинон.
✝  Католицькі:

## Події

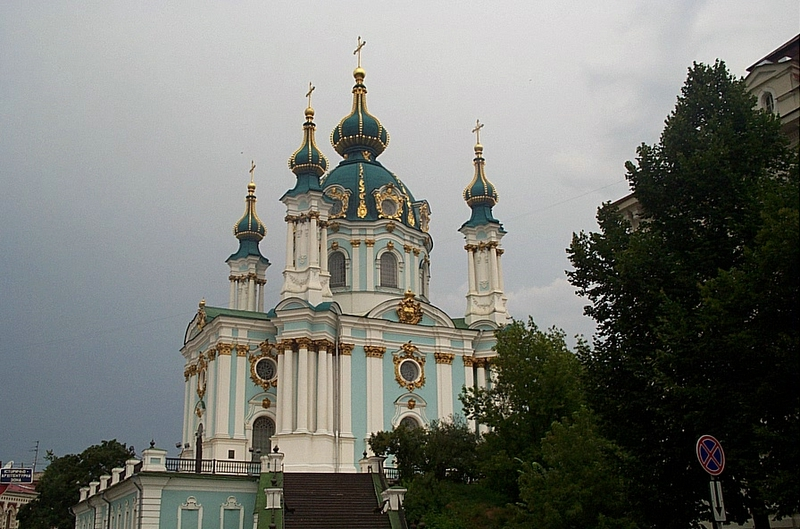
Андріївська церква

- 1187 — перша згадка України, — в Київському літописі у зв'язку із смертю переяславського князя Володимира Глібовича.
- 1506 — початок будівництва Собору святого Петра в Римі.
- 1521 — Мартін Лютер став перед судом Вормського Рейхстагу.
- 1648 — Богдан Хмельницький прибув у Запорізьку Січ із закликом до антиурядового повстання.
- 1846 — американець Роял Ерл Гаус запатентував телеграфний апарат.
- 1865 — вперше в Росії законом про друк скасовано цензуру.
- 1902 — Данія стала першою країною, у якій відбитки пальців стали використовуватися для встановлення особи злочинців.
- 1906 — американське місто Сан-Франциско зазнало великих пошкоджень через землетрус. Загинуло 700 осіб, 250 000 залишилися без притулку. Зруйновано 28 000 будівель.
- 1909 — Ватикан канонізував Жанну д'Арк.
- 1918 — Бій під Єнакієвим.
- 1921 — перша пошукова нафтова свердловина фірми «Gazolina» на Дашавському газовому родовищі дала газ з глибини 395 м. Цей день вважається днем народження газової промисловості України.
- 1934 — американець Кентрелл відкрив першу пральню-автомат у містечку Форт-Ворт штату Техас.
- 1936 — відкрилася перша виставка архітектури Радянської України.
- 1942 — американська авіація здійснила перше бомбардування території Японії.
- 1943 — СРСР заявив, що поляків у Катинському лісі розстріляли гестапівці.
- 1946 — у зв'язку зі створенням ООН у Женеві оголошено про розпуск Ліги Націй.
- 1949 — Ірландія вийшла з Британської Співдружності. Проголошена Республіка Ірландія.
- 1956 — американська акторка Грейс Келлі одружилася з князем Монако Реньє III, ставши княгинею Монако.
- 1961 — у Києві відбулася демонстрація проти закриття Андріївської церкви.
- 1966 — відбулася перша телетрансляція в кольорі церемонії вручення нагород Американської кіноакадемії.
- 1968 — старий Лондонський міст продається американській компанії, що переправить його, камінь за каменем, із Британії в Аризону, де він буде знову споруджений.
- 1995 — Київська міська рада ухвалила рішення про повернення древнього герба міста Києва із зображенням Архангела Михаїла.
- 2001 — Горбачов Михайло Сергійович одержав премію від США «За глобальне взаєморозуміння» у розмірі $10 тисяч.
- 2008 — групі дослідників з університету Манчестера (англ. University of Manchester) на чолі з Костянтином Новосьоловим вдалось створити найменший у світі одноелектронний транзистор, сконструйований на основі графенових наноплівок.

## Народились

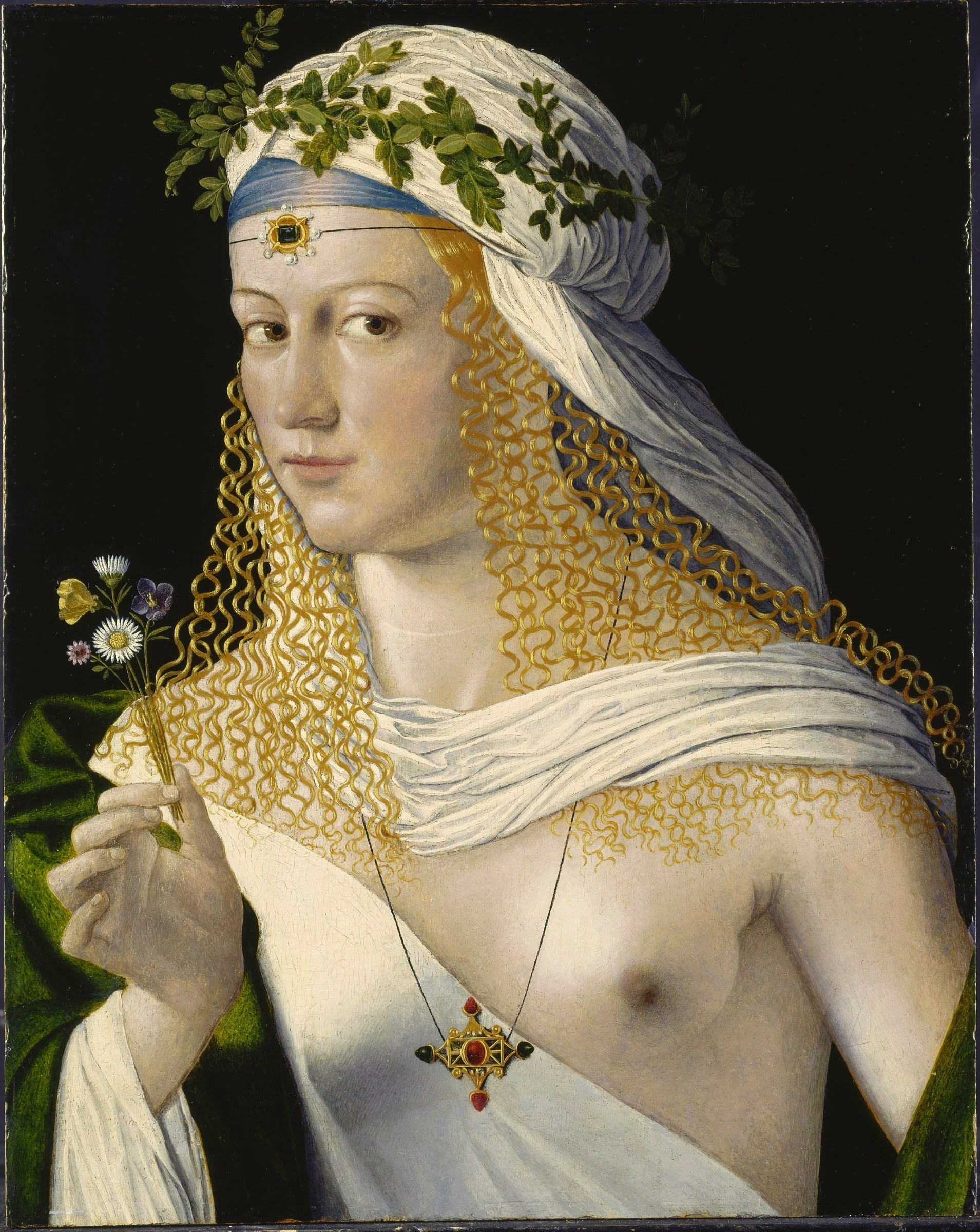
Лукреція Борджіа

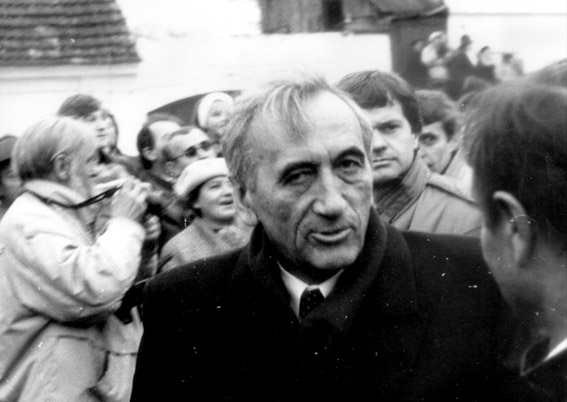
Тадеуш Мазовецький

Дивись також Категорія:Народились 18 квітня
- 1480 — Лукреція Борджіа, герцогиня Феррари, покровителька поетів і вчених. Дочка папи римського Олександра VI, сестра і політична соратниця Чезаре Борджіа.
- 1819 — Франц фон Зуппе, австрійський композитор і диригент. Один з творців віденської оперети.
- 1838 — Поль Еміль Лекок де Буабодран, французький хімік. Відкрив хімічні елементи галій, самарій та диспрозій.
- 1841 — Йосип-Казимир Будкевич, український живописець, рисувальник та педагог.
- 1848 — Олександра Єфименко (Старовська), український історик і етнограф, перша жінка в Російській імперії, що здобула ступінь доктора історії.
- 1895 — Юрій Шкрумеляк, український журналіст, поет, перекладач і дитячий письменник, січовий стрілець.
- 1897 — Мар'ян Крушельницький, український актор, режисер.
- 1903 — Надія Титаренко, українська актриса, заслужена артистка України. Працювала у Першому театрі УСРР ім. Шевченка, театрі «Березіль», Харківському театрі.
- 1918 — Сінобу Хасімото, японський сценарист, режисер, продюсер
- 1927 — Тадеуш Мазовецький, польський політик, публіцист, активіст «Солідарності», прем'єр-міністр Польщі (1989–1990), голова Демократичної унії (з 1990).
- 1929 — Володимир Луговський, український кінорежисер, письменник.
- 1937 — Ростислав Бабич, український диригент, педагог.
- 1937 — Володимир  Рутківський , український письменник.
- 1935 — Пол Ротшильд, американський музичний продюсер, який працював із гуртом Дорс та Дженіс Джоплін.
- 1937 — Ян Каплицький, чеський архітектор.
- 1947 — Ганна Костів-Гуска, українська поетеса.
- 1947 — Джеймс Вудс, американський актор, відомий за стрічками «Казино» та «Фахівець».
- 1956 — Ерік Робертс, американський актор, брат Джулії Робертс, знявся в стрічці «Одиссея» та українському фільмі «Аврора».
- 1978 — Сергій Григорович, український бізнесмен, розробник комп'ютерних ігор.
- 1979 — Ентоні Девідсон, британський автогонщик, пілот Формули-1.
- 1995 — Андрій Верхогляд, офіцер Збройних сил України, Герой України. Учасник російсько-української війни.

## Померли

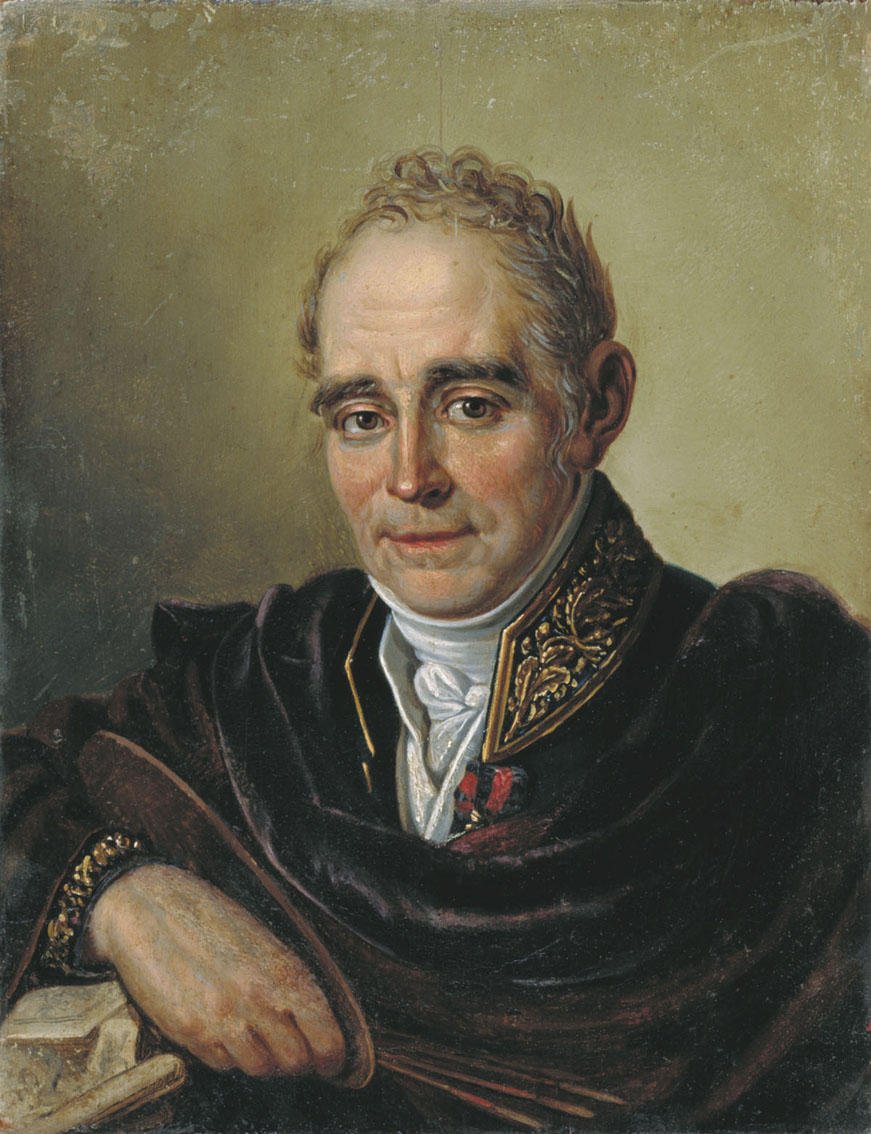
Володимир Боровиковський

Дивись також Категорія:Померли 18 квітня
- 1504 — Філіппіно Ліппі, художник доби італійського Відродження. Син Фра Філіппо Ліппі, флорентійського живописця, одного з найвизначніших майстрів раннього італійського Відродження.
- 1802 — Еразм Дарвін, британський лікар, натураліст, винахідник і поет.
- 1825 — Володимир Боровиковський, український маляр-портретист.
- 1840 — Яків Андрієвич, підпоручик, декабрист, художник-аматор, нащадок запорозьких козаків.
- 1945 — Джон Амброз Флемінг, британський вчений у галузі радіотехніки й електротехніки.
- 1955 — Альберт Ейнштейн, німецький фізик-теоретик, лауреат Нобелівської премії (1921), автор спеціальної (1905) і загальної (1915) теорій відносності, що лягли в основу нової моделі світу.
- 1964 — Фуміо Асакура, японський скульптор.
- 1974 — Бетті Компсон, американська акторка.
- 2002 — Тур Хеєрдал, норвезький мандрівник. Дослідник культури та походження різних народів світу.